# Kota Ohashi
Kota Ohashi (大橋 滉太 Ohashi Kota?), född 9 april 2002 i Kyoto prefektur, är en japansk fotbollsspelare.
Ohashi började sin karriär 2020 i Cerezo Osaka.